# Seixo de Gatões
Seixo de Gatões is een plaats (freguesia) in de Portugese gemeente Montemor-o-Velho en telt 1429 inwoners (2001).